# Cảnh sát người máy
Cảnh sát người máy (tựa gốc: RoboCop) là một phim hành động siêu anh hùng cyberpunk của Mỹ năm 2014 do José Padilha đạo diễn với phần kịch bản chắp bút bởi các nhà biên kịch Joshua Zetumer, Nick Schenk, Edward Neumeier và Michael Miner. Đây là bản remake phim điện ảnh cùng tên năm 1987 cũng do Neumeier và Miner viết kịch bản. Phim có sự tham gia của Joel Kinnaman vai nhân vật chính, với Gary Oldman, Michael Keaton, Samuel L. Jackson, Abbie Cornish và Jackie Earle Haley đảm nhận các vai phụ.